# Ulma
Ulma is een Roemeense gemeente in het district Suceava.
Ulma telt 2254 inwoners.